# Keng Tung

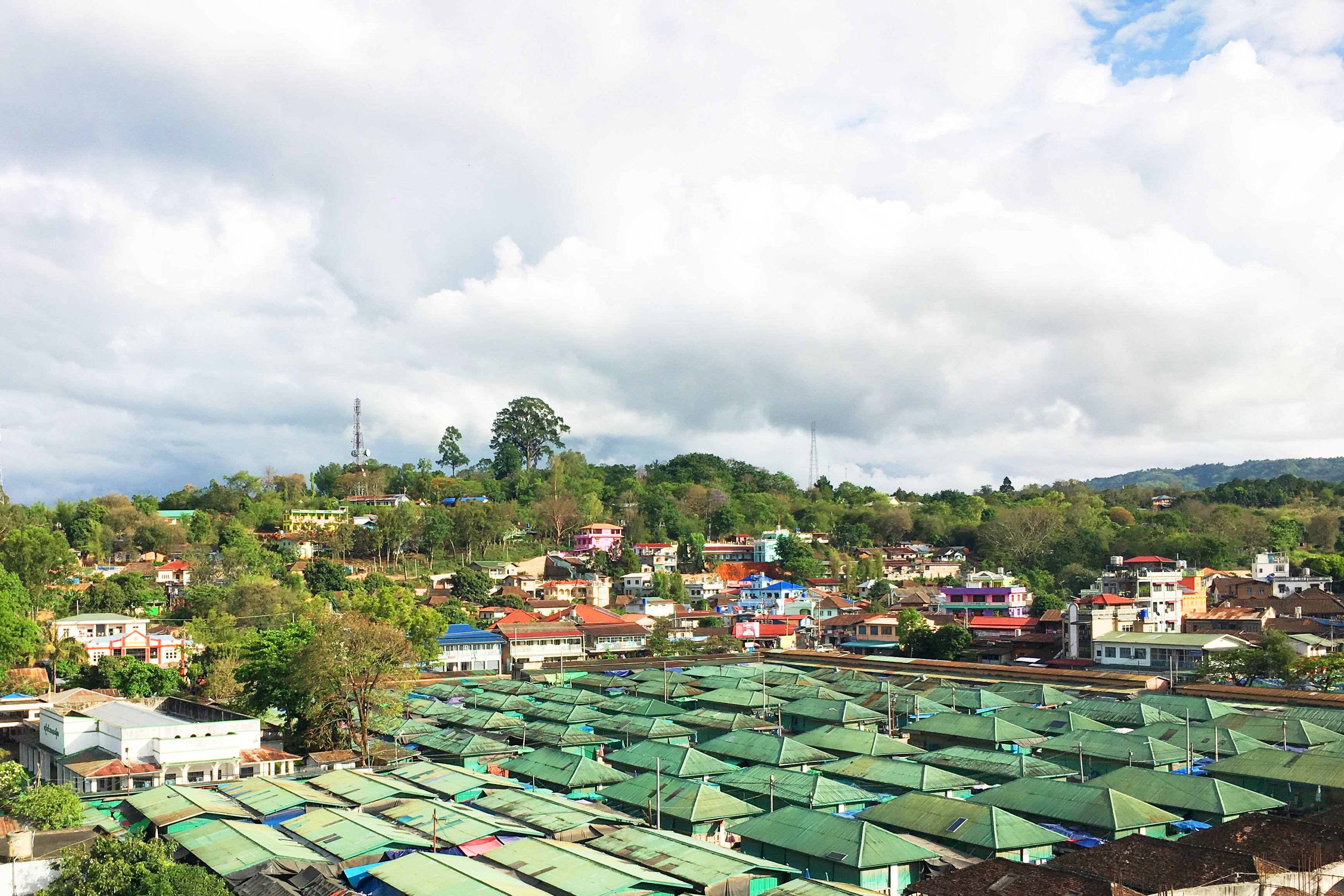
Blick über den zentralen Markt der Stadt. Der Ein-Baum-Hügel (Thit Ta Pin Taung in Myanmar) im Hintergrund.

Keng Tung oder Kengtung (birmanisch ကျိုင်းတုံမြို့; BGN/PCGN: kyaingdônmyo), auch Cheingtung, Chiang Tung, Kyaingtong und Kengtong genannt, ist eine Stadt im Shan-Staat im Osten von Myanmar.

## Geographie und Klima
Die Stadt Keng Tung liegt am südlichen Ende eines Tales das etwa 19 km lang und durchschnittlich 11 km breit ist. Es gibt eine Stadtmauer mit Graben mit einer Länge von acht Kilometern. In der Trockenzeit kommen viele Menschen aus der Umgebung und zahlreiche Karawanen aus China zum Markt in die Stadt. Die Ebene liegt auf einer Höhe von 910 m über dem Meeresspiegel.
Die Niederschläge liegen im Durchschnitt um 150 cm pro Jahr. Die Temperaturen steigen am Tage auf fast 38 Grad während der heißen Periode. Die niedrigsten Temperaturen um den Gefrierpunkt in der Nacht.

## Wirtschaft
Es existieren Mineralien die bisher kaum abgebaut wurden. In den meisten Bächen wird Gold gewaschen. Teak Wälder gibt es in Mong Pu und Mong Hsat, diese werden durch öffentliche Vergabe geschlagen. Ein Drittel des Preises aus dem Verkauf der Stämme geht nach Mawlamyaing, da die Regierung Lizenzgebühren erhält. Es gibt Teak-Wälder auch im Mekong – Einzugsgebiet im Süden des Staates, doch es gibt nur einen lokalen Markt für dieses Holz. Es wird außerdem Reis, Zuckerrohr, EAI-th-Nüsse, Tabak, Baumwolle, Mohn, und Tee angebaut. Außerdem ist die Viehwirtschaft von großer Bedeutung. Es gibt eine Universität.

## Verkehr

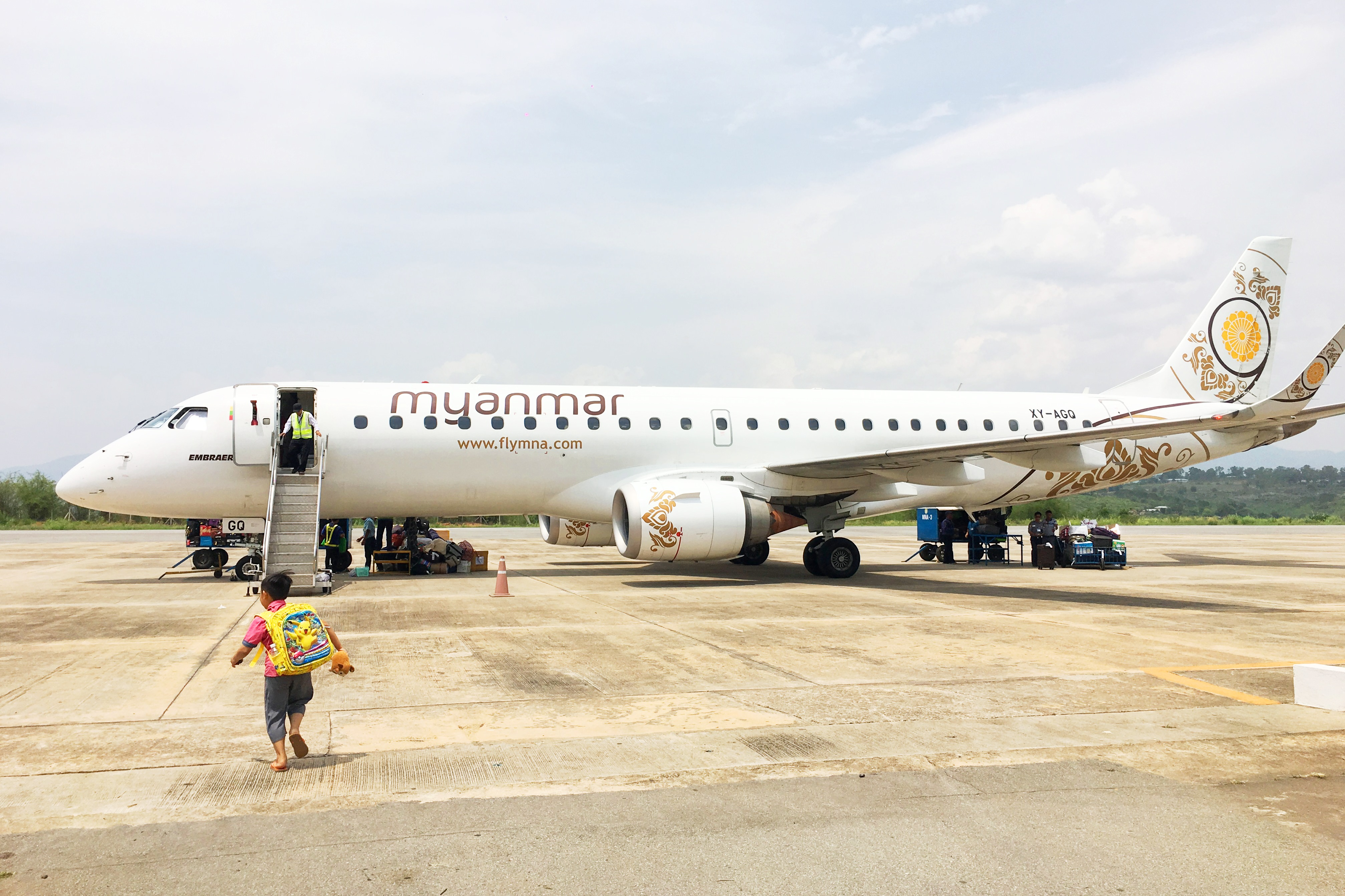
Eine Embraer 190 der Myanmar National Airlines am Flughafen Keng Tung

- Keng Tung liegt an der Fernstraße 4 (NH4) sowie an der AH2 und der (Alternative Strecke) AH3 des Asiatischen Fernstraßen-Projektes.
- Die Stadt verfügt über den Flughafen Keng Tung. (IATA-Code KET, ICAO: VYKG)
- Am 19. Dezember 2010 wurde der Keng Tung Bahnhof von der Myanmar Staatsbahn eröffnet, der Bahnhof ist ein Teil des Bahnprojektes Mong Nai – Kengtung[1]

## Religion
Kengtung ist Sitz eines römisch-katholischen Bischofs.